# NGC 5423
NGC 5423 este o galaxie lenticulară situată în constelația Boarul. A fost descoperită în 25 aprilie 1883 de către Ernst Wilhelm Tempel. Se află la o distanță de 78,7 de megaparseci de Pământ.